# スーパー時代劇
スーパー時代劇は、フジテレビで2002～2003年にかけて放送された毎週火曜日20時台（放送は19:59～20:54）の火曜時代劇の枠で放送された時代劇作品群である。
これまでもフジテレビでは『銭形平次』、『鬼平犯科帳』、『剣客商売』、『影の軍団』（関西テレビ発）などの時代劇を数多く放送してきたが、これはそれまで時代劇に出演したことがなかった若手のアイドルやトレンド女優を主演格に招いて、若年層にも楽しんでもらえる時代劇番組を試みた。
火曜時代劇の枠が2004年4月から単発枠「カスペ」に置き換えられたため、新作は途絶えている。

## 放送作品一覧
| タイトル                                                                        | 放映期間                | 話数 | 主演     | 備考  |
| ------------------------------------------------------------------------------- | ----------------------- | ---- | -------- | ----- |
| 陰陽師☆安倍晴明〜王都妖奇譚〜                                                   | 2002年7月2日 - 7月30日  | 5    | 三上博史 |       |
| 怪談百物語                                                                      | 2002年8月13日 - 12月3日 | 11   | 竹中直人 |       |
| 「スーパー時代劇」中断。この間は「剣客商売」（藤田まこと版第4シリーズ）を放送。 |                         |      |          |       |
| 大奥                                                                            | 2003年6月3日 - 8月19日  | 11   | 菅野美穂 | [ 1 ] |